# Конфедерация гандбола Северной Америки и Карибского бассейна
Конфедерация гандбола Северной Америки и Карибского бассейна (англ. North America and Caribbean Handball Confederation, сокр. NACHC; исп. Confederación de Norte América y el Caribe de Balonmano) — структура, представляющая Международную федерацию гандбола (ИГФ) и управляющая гандболом в странах Северной Америки и Карибского бассейна. Объединяет 21 национальную федерацию. Штаб-квартира находится в Колорадо-Спрингсе (США).

## История
14 января 2018 года на заседании Совета ИГФ было принято решение о разделении Панамериканской федерации гандбола (PATHF) на две конфедерации. 13 апреля 2019 на Конгрессе в столице Доминиканской Республики Санто-Доминго образована Конфедерация гандбола Северной Америки и Карибского бассейна (NACHC), в которую вошли национальные федерации стран-членов Североамериканской и Карибской зональных ассоциаций PATHF.
С 2014 проводятся чемпионаты Северной Америки и Карибского бассейна среди мужских, а с 2015 — и среди женских сборных команд, которые до 2018 также являлись отборочными турнирами Панамериканских чемпионатов.

## Руководство NACHC (с 2019)
Президент —  Марио Гарсия де ла Торре;
Вице-президент —  Нестор Милете Эчеваррия;
Генеральный секретарь —  Мигель Ривера.

## Структура NACHC
Высший орган Конфедерации гандбола Северной Америки и Карибского бассейна — Конгресс, проходящий каждые 4 года.
Для решения задач, поставленных Конгрессом перед NACHC, а также уставных требований, делегаты Конгресса избирают Совет,   который проводит в жизнь решения Конгресса, а также организует повседневную деятельность NACHC. В состав Совета входят президент NACHC, вице-президент, генеральный секретарь, казначей, председатели комиссий.
Для решения специальных задач, стоящих перед NACHC, в её структуре созданы постоянные технические комиссии: по соревнованиям, по правилам игры и судейская, методическая, пляжного гандбола, женская, медицинская.

## Официальные соревнования
В рамках своей деятельности Конфедерация гандбола Северной Америки и Карибского бассейна отвечает за проведение следующих турниров:
- Турниры по гандболу в рамках Панамериканских игр — один раз в четыре года в предолимпийский сезон (совместно с SCAHC);
- Чемпионаты Северной Америки и Карибского бассейна среди национальных сборных команд — один раз в два года по чётным (мужчины) и нечётным (женщины) годам;
- Чемпионаты Северной Америки и Карибского бассейна среди молодёжных сборных команд (возраст участников — до 20 лет) — один раз в два года по нечётным (мужчины) и чётным (женщины) годам;
- Чемпионаты Северной Америки и Карибского бассейна среди юниорских сборных команд (возраст участников — до 18 лет) — один раз в два года по нечётным (юноши) и чётным (девушки) годам;
- Клубный чемпионат Северной Америки и Карибского бассейна — ежегодно;
- Чемпионаты Северной Америки и Карибского бассейна по пляжному гандболу — один раз в два года по нечётным годам.

## Члены NACHC
| - Антигуа и Барбуда - Багамские Острова - Барбадос - Виргинские Британские острова - Гаити - Гваделупа - Гренада - Гренландия - Доминика - Доминиканская Республика - Каймановы острова | - Канада - Куба - Мартиника - Мексика - Пуэрто-Рико - Сент-Китс и Невис - Сент-Люсия - США - Тринидад и Тобаго - Ямайка |